# Priesterseminar Erfurt
Das Priesterseminar Erfurt ist eine Ausbildungsstätte für Priesteramtskandidaten aus den Diözesen Ostdeutschlands.
Träger dieses Priesterseminars sind die (Erz-)Bistümer Berlin, Dresden-Meißen, Erfurt, Görlitz und Magdeburg, in denen heute insgesamt ungefähr eine Million Katholiken leben.
Im Wintersemester 2010/2011 gehörten zum Haus 30 Alumni, von denen jedoch nur 15 im Seminar leben. Diese werden von einem Regens sowie einem Spiritual ausgebildet und begleitet.

## Ausbildung
Bis zum Jahre 1993 vereinte das Priesterseminar Erfurt unter seinem Dach sowohl das Alumnat als auch das philosophisch-theologische Studium. Dies erhielt in der Nachwendezeit den Status einer staatlichen anerkannten Wissenschaftlichen Hochschule und konnte am 1. Januar 2003 als vierte Fakultät in die neu gegründete Universität Erfurt integriert werden.
Neben der wissenschaftlichen Ausbildung der angehenden Priester an der Universität obliegt dem Seminar auf der einen Seite die geistliche Prägung der Seminaristen, auf der anderen Seite die praktische Vorbereitung auf den Priesterberuf. Das geschieht unter anderem durch eine geistliche Wochen- und Semesterordnung sowie durch diverse Praktika und Bildungseinheiten.
Seit der Schließung der Pastoralseminare auf der Huysburg (1992) und in Neuzelle (1993) finden diese Ausbildungseinheiten blockweise ebenfalls in Erfurt statt, seit 2008 bilden die Seminare Erfurt, Fulda und Paderborn einen gemeinsamen Pastoralkurs. Hier werden die Priesteramtskandidaten nach ihrem Diplom auf die Priesterweihe vorbereitet. Auch die weiterführenden Bildungsveranstaltungen für Kapläne und angehende Pfarrer werden im Pastoralseminar durchgeführt; lediglich das Erzbistum Berlin hat seit 2006 wieder einen eigenen Pastoralkurs. Dennoch kann das Erfurter Priesterseminar seither als Vollseminar bezeichnet werden.

## Geschichte
Aufgrund der besonderen kirchlichen Situation in Mitteldeutschland fand die Ausbildung der angehenden Geistlichen aus diesem Gebiet bis in die erste Hälfte des 20. Jahrhunderts hinein in verschiedenen Priesterseminaren Deutschlands wie etwa Paderborn oder Breslau statt.
Durch die Teilung Deutschlands in der Nachkriegszeit traten erste Probleme auf. Diese verschärften sich, als die Regierung der DDR am 1. Oktober 1951 die Rückkehr der in Westdeutschland ausgebildeten Seminaristen unterband, wodurch sich die Frage nach einer eigenen kirchlichen Ausbildungsstätte auf dem Gebiet der DDR verstärkte.
Die Überlegung, eine theologische Fakultät zu gründen, wurde wegen der Gefahr politischer Einflussnahme bei der Besetzung der Lehrstühle bald fallengelassen. Aus diesem Grund beschlossen die Verantwortlichen am 4. Dezember 1951 den Aufbau eines Regionalseminars, d. h. einer philosophisch-theologischen Lehranstalt in Konviktsform für das gesamte ostdeutsche Gebiet. Nach schwierigen Verhandlungen mit der DDR-Regierung kristallisierte sich Berlin-Biesdorf als Gründungsort heraus.
Nur vier Tage vor der geplanten feierlichen Eröffnung am 6. Mai 1952 teilte die Regierung der DDR mit, dass sie der Errichtung der Theologischen Hochschule in Berlin-Biesdorf nicht zustimmen könne. Als Begründung gaben die staatlichen Verhandlungspartner an, dass sie stets davon ausgegangen seien, das Priesterseminar solle auf dem Gebiet der DDR errichtet werden. Da die Stadt Berlin aber nicht zum Gebiet der DDR zähle, sei solch eine Ausbildungsstätte dort nicht denkbar. Bei der nun folgenden Suche nach einem Ersatzquartier war höchste Eile geboten, damit der anvisierte Beginn der Ausbildung nicht weiter verschoben werden musste.
Nach harten Verhandlungen wurde schließlich erreicht, dass Walter Ulbricht, der damalige stellvertretende Ministerpräsident der DDR, am 4. Juni 1952 eine vorläufige, bis zum 30. Juni 1952 befristete, Erlaubnis zur Eröffnung einer Katholisch-Theologischen Akademie in Erfurt unterschrieb. Bis dato wurden unterschiedliche Standortvarianten überlegt. Im Gespräch war unter anderem auch das Kloster Unser Lieben Frauen in Magdeburg.
Somit konnte bereits einen Tag später, am 5. Juni 1952, mit einem feierlichen Pontifikalamt im Erfurter Dom durch den Berliner Bischof Wilhelm Weskamm die Eröffnung der Akademie gefeiert werden. Auch wenn zu diesem Zeitpunkt noch niemand zu sagen vermochte, wie es nach dem 30. Juni weitergehen sollte, gelang es bis zum Ende des Monats, drei Dozenten für die 38 bereits immatrikulierten Priesteramtskandidaten zu gewinnen. Um der Gefahr einer möglichen Einflussnahme des Staates auf die Ausbildung der Katholisch-Theologischen Akademie zu entgehen, verzichtete Bischof Wilhelm Weskamm im Juli 1952 auf den Status einer staatlich anerkannten Akademie zu Gunsten einer rein kirchlichen Institution. Am 13. August 1952 gab Ministerpräsident Otto Grotewohl schließlich seine endgültige Zustimmung zur Gründung des Katholischen Priesterseminars Erfurt als Philosophisch-Theologisches Studium Erfurt.

## Regenten
- 1952–1959 Erich Kleineidam
- 195900000 Alfred Bengsch
- 1959–1965 Karl Schenke
- 1965–1969 Lothar Ullrich
- 1970–1974 Dieter Hömer
- 1975–1986 Karl-Heinz Ducke
- 1986–1996 Bernhard Dittrich
- 1996–2004 Ulrich Werbs
- 2004–2011 Wolfgang Ipolt
- 2011–2014 Christoph Karlson
- 2014–2015 Herbert Meyer
- 2015–0000 Ansgar Paul Pohlmann

## Kapelle

### Orgel
Im Jahr 2000 errichtet Bernhard Kutter eine neue Orgel mit mechanischer Register- und Tontraktur und elektrischer Pedalregister- und Pedaltraktur, mit 8 Registern auf zwei Manualen und Pedal. Das Schwester-Instrument befindet sich im Marienstift Arnstadt → Orgel. Die Disposition lautet wie folgt:
| I Manual C–g3 |               |       |
| 1.            | Gedackt       | 8′    |
| 2.            | Principal     | 4′    |
| 3.            | Rohrflöte     | 4′    |
| 4.            | Dulciana      | 4′    |
| 5.            | Nasat (Disk.) | 2 ⁄3′ |
| 6.            | Octave        | 2′    |
|               | Tremulant     |       |

| II Manual C–g3 |           |    |
| 7.             | Gedackt   | 8′ |
| 8.             | Principal | 4′ |
| 9.             | Rohrflöte | 4′ |
| 10.            | Dulciana  | 4′ |
| 11.            | Octave    | 2′ |

| Pedal C–f1 |           |     |
| 12.        | Subbaß    | 16′ |
| 13.        | Bordunbaß | 8′  |

- Koppeln:
  - Normalkoppeln: I/P, II/P
  - Suboktavkoppeln: II/I

Anmerkungen
1. 1 2 3 4 5  Transmission aus dem I. Manual